# Destacamento de Ações Especiais

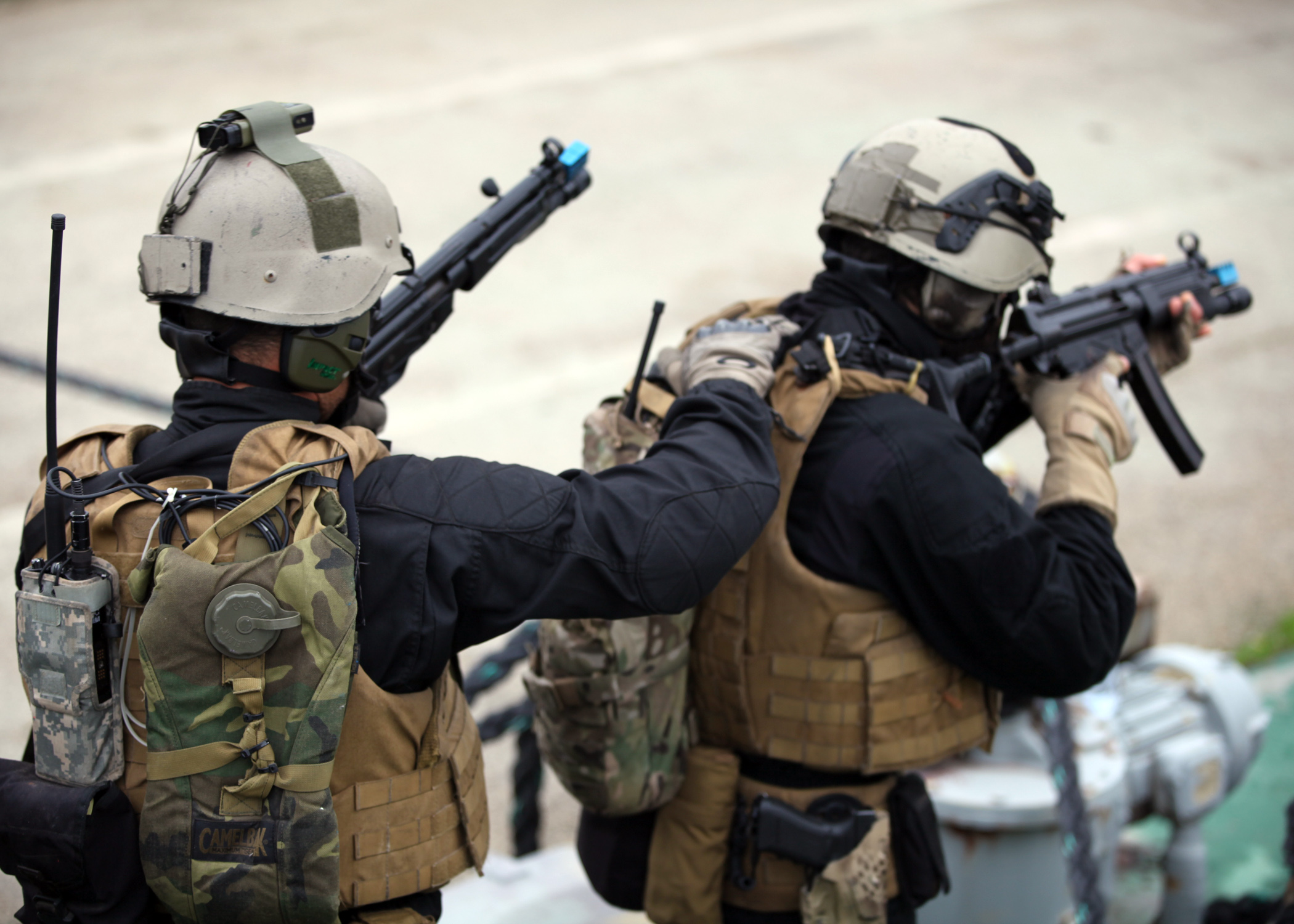
Elementos do Destacamento de Ações Especiais da Marinha Portuguesa

O Destacamento de Acções Especiais (pré-AO 1990: Destacamento de Acções Especiais) ou DAE MH IH da Marinha Portuguesa é uma unidade do Corpo de Fuzileiros criada em 1985 e vocacionada para a realização de operações especiais em ambiente marítimo ou costeiro, pelos interesses de Portugal. O DAE depende diretamente do Comando do Corpo de Fuzileiros sendo os seus militares recrutados de entre os membros daquele Corpo. O DAE caracteriza-se pelo seu elevado nível de secretismo em relação às suas atuações, organização interna e elementos constituintes.

## Missões
São missões do DAE:
- Realizar incursões anfíbias, reconhecimentos, operações encobertas, destruições, remoção de obstáculos e outras acções, incluindo a utilização de explosivos, quer em atuação isolada, quer em apoio de outras unidades inseridas numa operação anfíbia.
- Executar acções de intervenção em plataformas, navios e embarcações na área de jurisdição marítima nacional, visando a segurança de passageiros, tripulantes e navios contra actos ilícitos de natureza criminosa.
- Executar acções de recuperação de pessoas ou prestação de cuidados humanitários urgentes em plataformas ou locais de difícil acesso ou elevado risco, na área de jurisdição marítima nacional.
- Efectuar o reconhecimento, destruição e inactivação de engenhos explosivos convencionais de âmbito terrestre, em actividades de formação, treino e intervenção operacional que lhe são próprias.
- Realizar outras acções no âmbito das missões da Marinha.

Como decorre das missões, o DAE pode ser chamado a executar um vasto conjunto de acções no mar e em terra, que envolvem perícias excepcionais e comportam riscos consideráveis, quer em apoio de outras forças, quer actuando como unidade independente.
Tendo em vista a actuação do DAE, a sua projecção é realizada através de meios navais de superfície, submarinos e aéreos de diversa natureza, com recurso, nomeadamente, a técnicas de mergulho e de paraquedismo entre outras considerando sempre o vector mar-terra.
Como unidade de operações especiais dotada de grande flexibilidade e autonomia de acção, dispondo de elevado potencial de combate resultante da utilização de técnicas de combate específicas a executar de forma dissimulada, e de equipamento de grande eficácia e sofisticação, exigindo elevados padrões de aptidão, treino e destreza individual e colectivo. Os elementos que integram esta unidade são apenas Fuzileiros dos quadros permanentes com elevada experiência operacional.
Dada a natureza das suas acções, a admissão de candidatos é bastante restrita e selectiva, pelo que apenas uma pequena percentagem (5 a 10%) consegue ingressar no efectivo da unidade. A selecção é bastante criteriosa, feita através de um conjunto de provas de avaliação física, técnica e psicológica.

## Acções
A actividade do DAE é altamente confidencial. A unidade está preparada para a realização de operações de resgate, incursões em território hostil, reconhecimento, sabotagem e outras. Sabe-se que tem participado em operações de combate ao narcotráfico e contraterrorismo em alto mar. Existem também rumores da sua participação em operações clandestinas no interior de países estrangeiros. 
A sua acção mais conhecida foi a participação na força naval e anfíbia portuguesa que procedeu à protecção e evacuação de cidadãos estrangeiros durante os confrontos civis na Guiné-Bissau em 1998. Posteriormente o DAE assegurou a segurança dos diplomatas portugueses que se deslocaram ao interior daquele país para procederem à mediação do conflito entre as forças governamentais e revoltosas. 
Em 2006, o DAE participou na missão da EUROFOR RD Congo (Força Militar da União Europeia), onde esteve integrado na Componente de Operações Especiais constituída, além do DAE, por unidades de operações especiais da Suécia e de França. Nessa missão esteve envolvida em várias acções militares na República Democrática do Congo.
Participou ainda em acções na Somália, ao serviço da NATO.

## Curso de Operações Especiais da Marinha (COEMAR)
Os membros do DAE são recrutados entre os fuzileiros portugueses, sendo por isso, uma élite dentro de outra élite. 
Para um fuzileiro poder fazer este curso tem que primeiro ter o CAEDMA (Curso de Aperfeiçoamento em Explosivos, Demolições, Minas e Armadilhas), aptidão nos exames médicos e passar com aproveitamento pelos seis dias de Provas de Aptidão Militar Específica (PAME), onde apenas são aprovados os mais capazes física e psicologicamente (cerca de 30%). 
Depois desta dura selecção iniciam o COEMAR que tem a duração de 18 semanas e divide-se em 3 fases:
- Técnica (7 semanas)
- Combate (3 semanas)
- Táctica (8 semanas)

Durante e depois do COEMAR, os militares do DAE, recebem formação em áreas tão variadas como: 
- Operações Especiais
- Mergulhador nadador de combate (circuito fechado)
- Inactivação de engenhos explosivos convencionais - ramo terrestre
- Socorrismo avançado
- Demolições, minas e armadilhas
- Paraquedismo militar de abertura automática ou manual (ministrado no Regimento de Paraquedistas - Tancos)
- Tiro de combate
- Condução de viaturas tácticas
- Patrulhas de reconhecimento de longo raio de acção
- Inactivação de engenhos explosivos improvisados
- Sapadores
- Comunicações
- NBQ- Nuclear, biológico e químico
- Vigilância e contravigilância do campo de batalha
- Franco-atirador (ministrado em Lamego no Centro de Tropas de Operações Especiais)
- Abandono de aeronaves em imersão
- Tiro
- Combate Corpo a corpo
- Montanhismo/Salvamentos
- Fast Rope/Helicast/Rappel
- Guerra na selva

## Equipamento
Além do armamento normal usado pelos fuzileiros portugueses, o DAE tem ao seu dispor armamento mais especializado, nomeadamente:
- Glock 17
- HK MP5A3
- M16A2
- Heckler & Koch G36KV
- Heckler & Koch HK416A5
- Heckler & Koch HK417A2
- HK MG4
- AI AW 50
- AI AWM cal. .338 Lapua Magnum;
- M203
- HK AG36
- Carl Gustav M2
- M4A1